# Ян Гартінг
Ян Гартінг (нід. Jan Harting; нар. 9 вересня 1912) — індонезійський футболіст, захисник та півзахисник.

## Життєпис
З середини 1930-их років Гартінг грав за футбольний клуб ГБС з міста Сурабая, а також виступав за збірну цього міста. Він двічі вигравав з командою чемпіонат Сурабаї. Наприкінці травня 1938 року Ян був викликаний у збірну Голландської Ост-Індії і вирушив з командою в Нідерланди. Він був одним з сімнадцяти футболістів, яких головний тренер збірної Йоганнес Христоффел Ян ван Мастенбрук вибрав для підготовки до чемпіонату світу у Франції.
На початку червня збірна вирушила на мундіаль, який став для Голландської Ост-Індії та Індонезії першим в історії. На турнірі команда зіграла одну гру в рамках 1/8 фіналу, в якому вона поступилася майбутньому фіналісту турніру Угорщині (0:6). Гартінг залишився на лавці запасних у цьому матчі.